# 1,4-diazabicyklo(2.2.2)oktan
1,4-Diazabicyklo[2.2.2]oktan, zkráceně DABCO, je bicyklická organická sloučenina se vzorcem N2(C2H4)3. Jedná se o silně nukleofilní terciární amin, používaný jako katalyzátor a reaktant při polymerizacích a v organické syntéze.
Chinuklidin má podobnou strukturu, která se liší pouze náhradou jednoho dusíkového atomu uhlíkem.

## Reakce
pKa iontu [HDABCO]+ (protonované formy) je 8,8, což je podobná hodnota jako u běžných alkylaminů. Aminová skupina je silným nukleofilem, protože aminová centra nejsou stericky narušována. Zásaditost této sloučeniny dostačuje ke spouštění C–C párování koncových alkynů, například fenylacetylen reaguje s jodareny chudými na elektrony.

### Katalyzátor
DABCO se používá jako zásaditý katalyzátor při:
- tvorbě polyuretanu z alkoholů a izokyanátových funkcionalizovaných monomerů.[3]
- Baylisových–Hillmanových reakcích aldehydů s nenasycenými aldehydy a ketony.[4]

### Lewisovy zásady
DABCO je silným ligandem a Lewisovou zásadou. Vytváří krystalický 2:1 adukt s peroxidem vodíku a s oxidem siřičitým.

### Tvorba iontových monomerů
DABCO lze použít k přípravě dvojnásobně nabitých styrenových monomerů. Tyto monomery umožňují tvorbu polyelektrolytů a ionomerů s dvěma cyklickými kvartérními amoniovými kationty na každé molekule.

### Zachytávání singletového kyslíku
DABCO a podobné aminy mohou zachytávat singletový kyslík, jsou tak účinnými antioxidanty a lze je použít k prodloužení životnosti barviv. Díky tomu nachází DABCO využití v barvivových laserech a ve fluorescenčních mikroskopech.
DABCO může též být použit při demethylacích kvartérních amoniových solí zahříváním v dimethylformamidu (DMF).

## Výroba
Dabco se vyrábí tepelnými reakcemi sloučenin typu H2NCH2CH2X (X = OH, NH2 nebo NHR) za katalýzy zeolity. Níže je uvedena rovnice přípravy z ethanolaminu:
3 H2NCH2CH2OH → N(CH2CH2)3N + NH3 + 3 H2O